# Romário Pires
Romário Santos Pires, meglio noto come Romário Pires (Rio de Janeiro, 16 gennaio 1989), è un calciatore brasiliano, centrocampista del Păulești.

## Palmarès

### Club

#### Competizioni nazionali
- Coppa di Israele: 1

Maccabi Haifa: 2015-2016